# Старобельск (станция)
Старобельск (укр. Старобільськ) — станция Донецкой железной дороги на линии Луганск - Валуйки. Находится в городе Старобельск Луганской области (Украина).

## История создания станции
Вопрос строительства железной дороги через Старобельск остро встал ещё в 80-х годах XIX века. Отсутствие железной дороги сдерживало развитие самого большого и хлебного уезда Харьковской губернии. Много лет руководство уезда ставило вопрос о строительстве дороги перед руководством губернии и правительством России, но проблема не решалась. Правда, в 1872 году по восточной границе уезда прошла Юго-Восточная железная дорога, линия Ростов-на-Дону - Воронеж, но полностью решить проблему она не могла.
Вопрос о строительстве дороги Москва-Донбасс через Старобельск был решён лишь в апреле 1929 года на всесоюзной партийной конференции, которая утвердила первый пятилетний план. В числе первоочередных строек была и дорога Москва-Донбасс. Сразу же развернулась работа по подготовке строительства - проектирование, исследования будущей трассы, подготовка кадров, строительство жилья для специалистов, накопления ресурсов. С целью ускорения строительства в марте 1932 года в Харькове состоялась специальная конференция, на которой представители железных дорог, проектных организаций, всех заинтересованных ведомств обсудили проблемы будущего великого строительства. Через месяц Совнарком СССР принимает постановление о строительстве железной дороги Москва-Донбасс, в котором говорилось: 

"Построить новую железную дорогу Несветай - Ново-Кондрашевская - Старобельск - Валуйки. В северной части от станции Валуйки до станции Ожерелье существующего полотна построить второй путь. .. От Ожерелья в Москву к существующим двум построить третий путь"

Уже в середине лета 1932 года исследовательская группа инженеров Рогательникова и Спасского закончила работы по трассе Ново-Кондрашевская - Валуйки. Строительство было объявлено комсомольским. ЦК Комсомола объявил призыв строителей магистрали. На южной части строительства было сформировано 11 строительных участков. Сюда были направлены опытные строители Туркестанско-Сибирской магистрали, специалисты из Харькова, Киева и Луганска.
На строительстве царила атмосфера энтузиазма. Но условия труда были тяжёлыми. Полное отсутствие механизации, главными орудиями труда были лопата, кирка, лом и молот. Облегчал работу землекопов конный плуг, которым рыхлили землю, шедшая затем на изготовление насыпи. Землю возили на подводах, а часто носили носилками. К месту работы добирались пешком, тогда как на отдельных участках расстояние доходила до 10 километров. Спали на деревянных топчанах с матрасами, набитыми соломой. Горячие обеды готовились прямо на месте работы.
Весной 1934 земляные работы были выполнены, мосты построены. Началось заключение пути от Ново-Кондрашевской к Старобельска. Эту работу вели три ударные комсомольские бригады. Первая заключала шпалы, её возглавлял Марк Буряк. За ней шла бригада Трофима Пластуна, которая заключала рельсы. Третьей шла бригада костильников Ильи Годли. Они и завершали работу. Бригады развернули соревнование за то, чтобы к 7 ноября 1934 поезда пришли на станцию Старобельск.
Одновременно шло строительство железнодорожного вокзала на станции Старобельск. На его возведение не было кирпича. Тогда и было принято решение разобрать Покровский собор в центре Старобельска. Из кирпича взорванного собора был построен железнодорожный вокзал.
Здание вокзала сводила бригада Пантелея Бородина. Одновременно возводились все остальные помещения железнодорожного узла, в том числе электростанция и депо. Строительные работы велись весь световой день.
Работы по укладке железнодорожного пути велись и ночью при свете паровоза. 7 ноября 1934 на станцию Старобельск со станции Ново-Кондрашевская пришёл первый поезд с четырьмя вагонами. В них были передовики строительства магистрали. В этот день был организован праздник. Магистраль Москва-Донбасс была сдана во временную эксплуатацию.